# Association for Project Management
Association for Project Management (APM) è un'organizzazione indipendente per il project management. 
L'associazione ha la sua base nel Regno Unito ed è composta da oltre 15.000 membri individuali e 400 membri corporate a livello mondiale.
La missione di APM è "Sviluppare e promuovere la disciplina professionale del project management e del programme management per pubblici benefici".